# Gjöll
Gjöll eller Gjoll er den elv der skiller levende fra døde i norrøn mytologi. Gjallerbroen fører hen over Gjöll.